# Dicranomyia elegantula
Dicranomyia elegantula är en tvåvingeart som beskrevs av Alexander 1913. Dicranomyia elegantula ingår i släktet Dicranomyia och familjen småharkrankar.
Artens utbredningsområde är Colombia. Inga underarter finns listade i Catalogue of Life.